# Marius Stan
Pour les articles homonymes, voir Stan.
 (novembre 2023).
La mise en forme du texte ne suit pas les recommandations de Wikipédia : il faut le « wikifier ».
Les points d'amélioration suivants sont les cas les plus fréquents. Le détail des points à revoir est peut-être précisé sur la page de discussion.
- Les titres sont pré-formatés par le logiciel. Ils ne sont ni en capitales, ni en gras.
- Le texte ne doit pas être écrit en capitales (les noms de famille non plus), ni en gras, ni en italique, ni en « petit »…
- Le gras n'est utilisé que pour surligner le titre de l'article dans l'introduction, une seule fois.
- L'italique est rarement utilisé : mots en langue étrangère, titres d'œuvres, noms de bateaux, etc.
- Les citations ne sont pas en italique mais en corps de texte normal. Elles sont entourées par des guillemets français : « et ».
- Les listes à puces sont à éviter, des paragraphes rédigés étant largement préférés. Les tableaux sont à réserver à la présentation de données structurées (résultats, etc.).
- Les appels de note de bas de page (petits chiffres en exposant, introduits par l'outil «  Source ») sont à placer entre la fin de phrase et le point final[comme ça].
- Les liens internes (vers d'autres articles de Wikipédia) sont à choisir avec parcimonie. Créez des liens vers des articles approfondissant le sujet. Les termes génériques sans rapport avec le sujet sont à éviter, ainsi que les répétitions de liens vers un même terme.
- Les liens externes sont à placer uniquement dans une section « Liens externes », à la fin de l'article. Ces liens sont à choisir avec parcimonie suivant les règles définies. Si un lien sert de source à l'article, son insertion dans le texte est à faire par les notes de bas de page.
- La présentation des références doit suivre les conventions bibliographiques. Il est recommandé d'utiliser les modèles {{Ouvrage}}, {{Chapitre}}, {{Article}}, {{Lien web}} et/ou {{Bibliographie}}. Le mode d'édition visuel peut mettre en forme automatiquement les références.
- Insérer une infobox (cadre d'informations à droite) n'est pas obligatoire pour parachever la mise en page.

Pour une aide détaillée, merci de consulter Aide:Wikification.
Si vous pensez que ces points ont été résolus, vous pouvez retirer ce bandeau et améliorer la mise en forme d'un autre article.
Marius Stan est un scientifique et acteur roumain d'Urziceni, actuellement scientifique principal à la division des matériaux appliqués du laboratoire national d'Argonne à Lemont, dans l'Illinois, où il utilise l'intelligence artificielle pour concevoir des matériaux. Stan est surtout connu pour avoir joué le propriétaire de la station de lavage de voiture Bogdan Wolynetz dans la série télévisée AMC Breaking Bad.

## Éducation
En 1986, Stan a obtenu un baccalauréat de sciences en physique de l'université de Bucarest. En 1997, il a obtenu un doctorat en chimie à l'Institut de Chimie Physique de l'Académie Roumaine.

## Carrière
Stan était scientifique au laboratoire national de Los Alamos à Los Alamos, au Nouveau-Mexique, avant de rejoindre le laboratoire national d'Argonne, un laboratoire national de recherche géré conjointement par l'université de Chicago et le département de l'Énergie, en 2010,. De 2013 à 2015, Stan a travaillé au bureau de l'énergie nucléaire du département de l'Énergie des États-Unis. Stan est également un écrivain de courtes fictions et de poésie.

## Acteur
Stan vivait à Albuquerque, au Nouveau-Mexique, lors du tournage de la première saison de Breaking Bad d'AMC. Ses deux enfants espéraient être des figurants dans la série, alors Stan a envoyé aux producteurs une photo de famille. La femme et les enfants de Stan ont été choisis pour être des figurants, mais à la surprise de Stan, les producteurs ont aimé son look et l'ont voulu pour un rôle : le propriétaire de la station de lavage où travaille Walter White. Le personnage de Bogdan Wolynetz et les scènes le mettant en scène ont été développés davantage et il apparaîtra dans quatre autres épisodes.

## Filmographie

### Télévision
| Année            | Titre        | Rôle            | Remarques                        |
| ---------------- | ------------ | --------------- | -------------------------------- |
| 2008 ; 2010-2011 | Breaking Bad | Bogdan Wolynetz | 5 épisodes                       |
| 2009             | Accident     | Imran           | Episode: "Vous plantez le décor" |